# Aspirante a oficial
Aspirante a oficial (pré-AO 1990: aspirante-a-oficial) ou Aspirante é um posto de um membro das forças armadas. Habitualmente, é o primeiro posto (ou um posto preparatório) da carreira de Oficial.

## Brasil

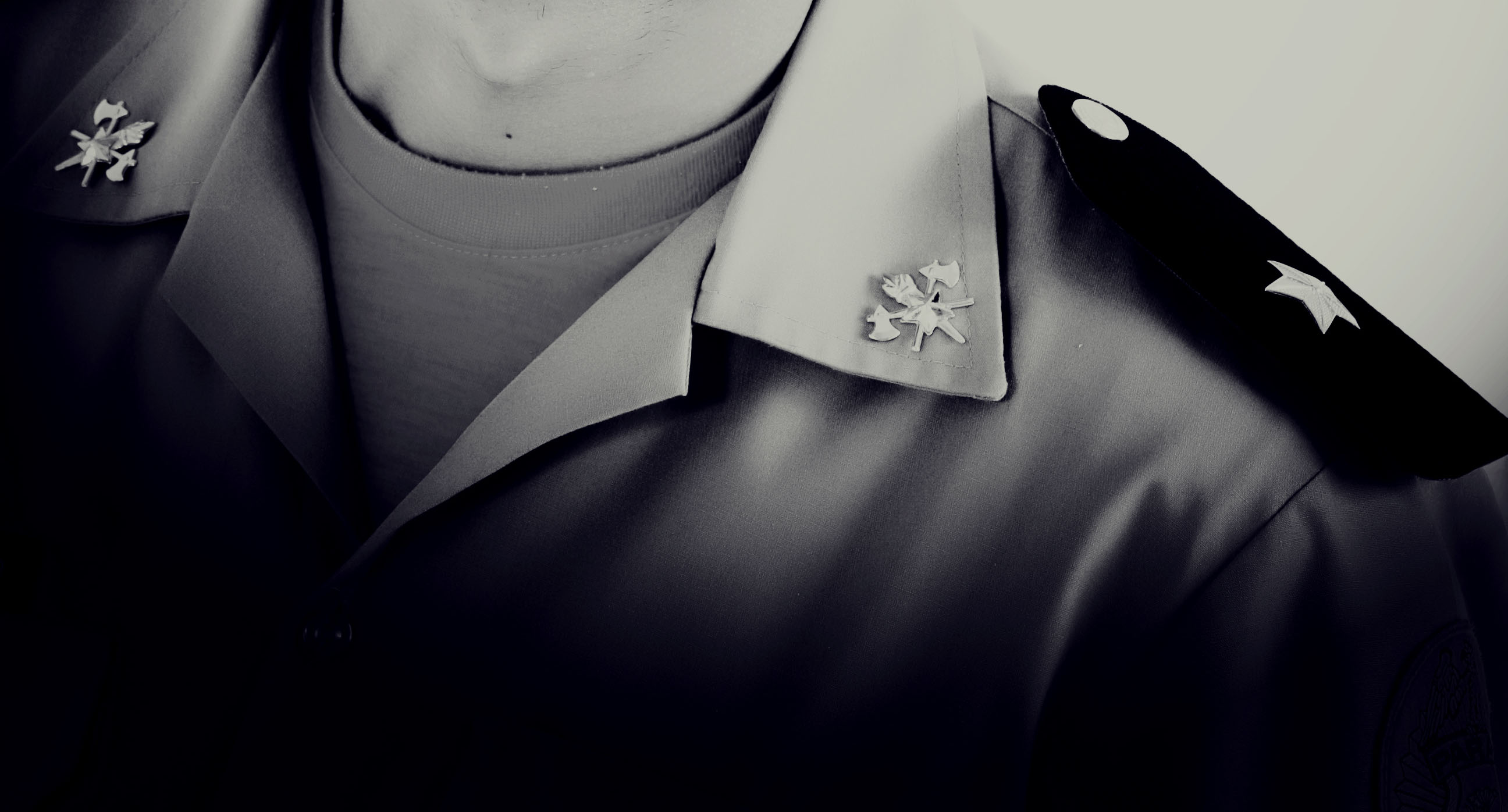
No ombro: A Estrela de Aspirante a Oficial do Corpo de Bombeiros da PMPR.

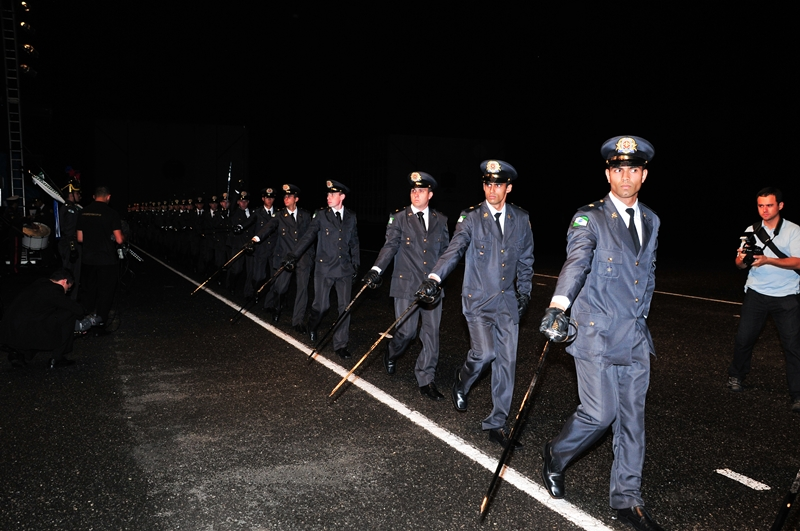
Aspirantado 2009 - Polícia Militar do Paraná.

No Brasil, aspirante a oficial é a graduação dada à praça especial, antes do acesso ao oficialato, no posto inicial dos oficiais subalternos. Situa-se imediatamente acima das praças ou graduados (inclusive dos cadetes/alunos-oficiais), e abaixo do Segundo-tenente.
Esta graduação é adquirida pelos que passam com sucesso pelas escolas de formação de oficiais de carreira (no Exército Brasileiro, a AMAN; na Força Aérea Brasileira, a AFA) ou pelos Cursos de Formação de Oficiais da Reserva (CPOR/NPOR), Quadro de Oficiais Técnicos Temporários (OTT) e Oficiais da Área de Saúde Temporários (MFDV).
Também é denominado aspirante a oficial o egresso de várias academias de Polícia e Bombeiros militares estaduais no Brasil, como, por exemplo, a Academia de Polícia Militar Dom João VI, mantida pela Polícia Militar do Estado do Rio de Janeiro, a Academia de Polícia Militar do Barro Branco, pela Polícia Militar do Estado de São Paulo e a Academia Policial Militar do Guatupê, pela Polícia Militar do Paraná.
Geralmente na polícia, o militar que possui esta graduação é chamado, de modo informal, "Aspira", pelos de maior grau hierárquico, em virtude de ser considerado um estagiário, que necessita adquirir certo grau de experiência para se tornar Oficial, apesar de já poder possuir as mesmas atribuições e responsabilidades.
No Exército é chamado de Aspira por alguns de maior grau hierárquico, mas geralmente é chamado de Tenente pelos subordinados, pois após 6 meses de sua formação será promovido automaticamente a Segundo Tenente. Sai da escola de formação e já é colocado no comando de um Pelotão.
O período de estágio de um aspirante a oficial das Forças Armadas, Polícias Militares e Corpos de Bombeiros Militares do Brasil dura em média 6 (seis) meses, exceto nas PM dos estados de São Paulo, do Tocantins, da Bahia e do Paraná, que duram cerca de 1 (um) ano.
Na Marinha do Brasil, a graduação equivalente é a de guarda-marinha.

## Portugal
Nas Forças Armadas Portuguesas, têm o posto de aspirante a oficial os alunos na fase final da formação para a carreira de oficial ou que já prestem serviço militar efetivo, com habilitação superior, que não frequentaram os estabelecimentos de ensino superior público universitário militar. O posto é atribuído aos seguintes militares:
1. Militares na efetividade de serviço, em regime de contrato ou de voluntariado, já habilitados com os graus de licenciado ou mestre por uma instituição de ensino superior civil, que tenham concluído o Curso de Formação de Oficiais para militares  da Marinha, Exército e Força Aérea;
2. Alunos, do 5.º ano, dos cursos da Escola Naval;
3. Alunos, do 5.º ano, dos cursos da Academia Militar e da Academia da Força Aérea. Estes alunos recebem a designação "aspirante a oficial aluno". No caso de cursos com mais de cinco anos, os alunos podem ainda ser promovidos a alferes aluno (6º ano) e a tenente aluno (7º ano);
4. Alunos, em tirocínio final, dos cursos dos estabelecimentos de ensino superior politécnico do Exército e da Força Aérea. Estes alunos também são designados "aspirante a oficial aluno".

Antes de 1936, a designação "aspirante" era atribuída aos alunos de todos os anos dos cursos da Escola Naval e da Escola do Exército (antecessora da Academia Militar). A partir de então, os alunos dos primeiros anos passaram a ser designados "cadetes". Hoje em dia, a designação aplica-se tanto a aspirantes-alunos dos estabelecimentos de ensino superior público universitário militar, que aspiram a ser oficiais, como aos militares, efetivos oficiais das Forças Armadas, que já obtiveram as suas habilitações académicas sem se encontrarem sujeitos aos regimes de ensino utilizados em cada uma das academias.
No âmbito civil, os alunos do 5.º ano do Instituto Superior de Ciências Policiais e de Segurança Interna, que vão ingressar na carreira de oficial da Polícia de Segurança Pública, também são designados "aspirante a oficial aluno".

### Insígnias e distintivos

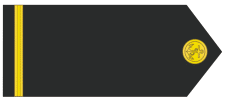
Marinha do Brasil (Guarda Marinha)
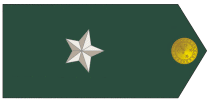
Exército Brasileiro (Aspirante a Oficial)
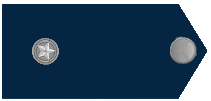
Força Aérea Brasileira (Aspirante a Oficial)
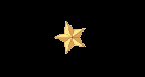
Polícias militares do Brasil
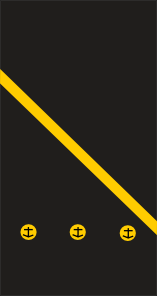
Marinha Portuguesa (Alunos da Escola Naval)
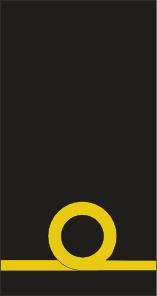
Marinha Portuguesa (Outros)
Exército Português
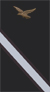
Força Aérea Portuguesa
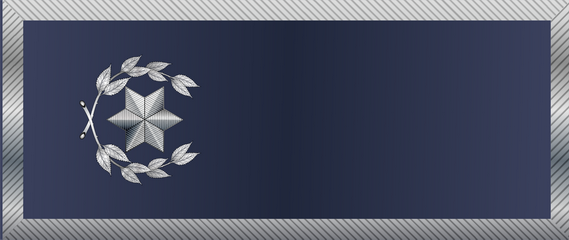
Polícia de Segurança Pública de Portugal